# 1746

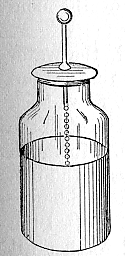
Garrafa de Leyden.

- Wikisource

| Calendário gregoriano                                                        | 1746 MDCCXLVI                       |
| Ab urbe condita                                                              | 2499                                |
| Calendário arménio                                                           | 1195 – 1196                         |
| Calendário bahá'í                                                            | -98 – -97                           |
| Calendário budista                                                           | 2290                                |
| Calendário chinês                                                            | 4442 – 4443 Início a 22 de janeiro  |
| Calendário copta                                                             | 1462 – 1463                         |
| Calendário etíope                                                            | 1738 – 1739                         |
| Calendários hindus - Vikram Samvat - Calendário nacional indiano - Cáli Iuga | 1801 – 1802 1667 – 1668 4846 – 4847 |
| Calendário Holoceno                                                          | 11746                               |
| Calendário islâmico                                                          | 1159 – 1160                         |
| Calendário judaico                                                           | 5506 – 5507                         |
| Calendário persa                                                             | 1124 – 1125                         |
| Calendário rúnico                                                            | 1996                                |
| Calendário solar tailandês                                                   | 2289                                |

1746 (MDCCXLVI, na numeração romana)  foi um ano comum do século XVIII do actual Calendário Gregoriano, da Era de Cristo, e a sua letra dominical foi B (52 semanas), teve início a um sábado e terminou também a um sábado.
| Ano completo                   |
| ------------------------------ |
| Ano comum com início ao sábado |

## Eventos
- 16 de Abril - A Batalha de Culloden é travada entre os jacobitas, apoiados pelos franceses, e as forças britânicas de Hanôver, comandadas por Guilherme, Duque de Cumberland, na Escócia.
- 30 de Maio - Nomeação de Inácio de Sousa Jácome no cargo de Provedor da Fazenda das ilhas dos Açores.
- 16 de Junho - Ordem de reconstrução da Igreja de São Pedro, Vila Franca do Campo, ilha de São Miguel, Açores.
- Pieter van Musschenbroek de Leyden descobre com a famosa garrafa de Leyden, o primeiro condensador.
- Data que marca o início da migração de milhares de colonos açorianos para o Brasil.

## Nascimentos
- 30 de Março – Francisco de Goya - pintor espanhol.
- 10 de Maio – Gaspard Monge, matemático francês (m. 1818).
- 30 de Maio – Abade Faria, cientista luso-goês (m. 1819).
- 28 de Setembro – William Jones, orientalista e jurista britânico (m. 1794).
- 12 de Novembro – Joaquim José da Silva Xavier, o Tiradentes (m. 1792).
- 30 de Dezembro – François-André Vincent, pintor francês (m. 1816).

## Mortes
- 14 de Junho - Colin Maclaurin, matemático escocês (n. 1698).
- 12 de Novembro - Georg Steller, naturalista e explorador alemão (n. 1709).

## Por tema
- 1746 na ciência
- 1746 na literatura